# The King Is Dead
The King Is Dead är indiebandet The Decemberists sjätte studioalbum, utgivet 18 januari 2011. Skivan gästas av bland andra Peter Buck och Gillian Welch.

## Låtlista
| Nr  | Titel                | Längd |
| --- | -------------------- | ----- |
| 1.  | Don't Carry It All   | 4:17  |
| 2.  | Calamity Song        | 3:50  |
| 3.  | Rise to Me           | 4:59  |
| 4.  | Rox in the Box       | 3:10  |
| 5.  | January Hymn         | 3:14  |
| 6.  | Down by the Water    | 3:42  |
| 7.  | All Arise!           | 3:10  |
| 8.  | June Hymn            | 3:58  |
| 9.  | This Is Why We Fight | 5:31  |
| 10. | Dear Avery           | 4:52  |

## Listplaceringar
| Lista (2011)  | Topplacering |
| ------------- | ------------ |
| Australien    | 26           |
| Nederländerna | 49           |
| Nya Zeeland   | 30           |
| Sverige       | 60           |

### Fotnoter
1. ↑  Monger, James Christopher. ”The King Is Dead”. Allmusic.com. http://www.allmusic.com/album/the-king-is-dead-r2078368/review. Läst 25 januari 2011.
2. ↑  Listplacering
3. ↑  Listplacering
4. ↑  ”Listplacering”. Arkiverad från originalet den 25 november 2012. https://web.archive.org/web/20121125070421/http://charts.org.nz/showitem.asp?interpret=The+Decemberists&titel=The+King+Is+Dead&cat=a. Läst 25 januari 2011.
5. ↑  Listplacering